# رالف بيدرسن
رالف بيدرسن (بالدنماركية: Ralf Pedersen)‏ (20 سبتمبر 1973 في الدنمارك - ) هو لاعب كرة قدم دانمركي في مركز الدفاع. لعب مع نادي راندرس ونادي فيبورج وHolstebro Boldklub ‏ وKjellerup IF ‏.

## وصلات خارجية
- رالف بيدرسن على موقع قاعدة بيانات كرة القدم.إي يو (الإنجليزية)